# Madžong
Madžong ali tudi mahjong prek angleščine (kitajsko: 麻將, pinjin májiàng) je igra za štiri igralce, ki izvira iz Kitajske. Vsak igralec igra zase. V starodavni Kitajski se je imenovala 麻雀, kar pomeni vrabec. Tako igro še vedno imenujejo v nekaterih južnokitajskih narečjih, kot sta kantonščina ali minanščina. Večina mandarinsko govorečih pa igro imenuje madžong. Igra je zelo razširjena na Kitajskem, Japonskem in drugih državah Vzhodne in Jugovzhodne Azije.
Igra vključuje elemente domin in pokra, od igralcev pa zahteva spretnosti, kot so: poskušanje, opazovanje, strategija, računanje, spomin in v določeni meri sreča. Stopnja sreče je odvisna od igrane različice igre in je lahko postranski ali pa tudi glavni dejavnik za zmago v igri. V Aziji jo veliko igrajo kot igro na srečo. Vsak igralec dobi trinajst ali šestnajst ploščic, odvisno od različice igre. V vsakem koraku igralec izvleče in si založi eno ploščico. Cilj igre je zbrati čim večje število ploščic.
Igro moramo razlikovati od igre za enega igralca, pasjanse madžong, ki se igra z enakimi ploščicami kot madžong.